# ルクレール
ルクレール（Leclerc）は、フランスの第3および第3.5世代主力戦車。
名称は第二次世界大戦において自由フランス軍の先鋒としてノルマンディー上陸作戦に参加し、第2機甲師団を指揮してパリへと進撃したフィリップ・ルクレール将軍の名に因む。文献によっては、名称を「ルクレルク」としているものもある。

## 概要
フランス陸軍の主力戦車として配備されていたAMX-30の後継車両として1971年に基礎研究がスタートし、国営企業GIAT社（現ネクスター社）によって1986年に試作車が、1989年に量産試作車がそれぞれ製造された後、1992年よりフランス陸軍への量産型引き渡しが開始された。
現在はフランス陸軍が400両強、アラブ首長国連邦陸軍が若干の変更を加えた「トロピック・ルクレール」を400両弱、ヨルダン陸軍がアラブ首長国連邦からの譲渡車輛を80両保有している。調達価格は740万ユーロ。

## 技術的特長
ルクレールは、開発時点では新規設計としてはアメリカのM1エイブラムスやドイツのレオパルト2などの第3世代戦車と比し新しいものであったため、それらに比し多くの技術的特長を有する（ただし、現在においては日本の10式戦車など、より新しい戦車も開発されている）。

### 火砲

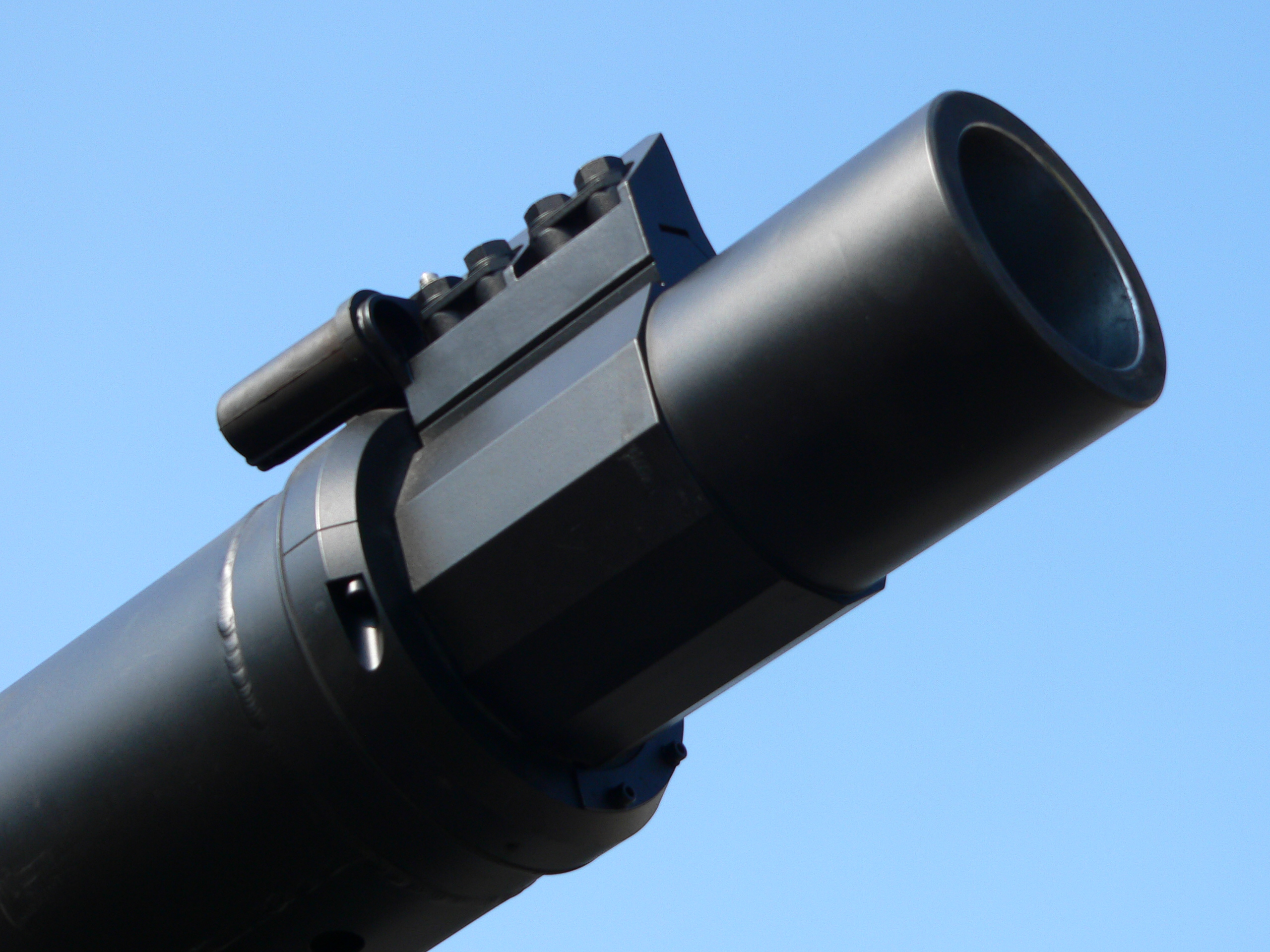
主砲先端

ルクレールに搭載される火砲は、主砲にF1と呼ばれる52口径比長120mm滑腔砲1門、H2HB 12.7mm同軸機銃1門、砲塔上のANF1 7.62mm対空機銃1門となる。アラブ首長国連邦陸軍用のトロピック・ルクレールでは、この機銃が車長の操作するFN MAG 7.62mmリモコン機銃1門となる。この52口径砲は、西側戦車で最も普及しているラインメタルの120mm44口径砲に比し砲身が長く、その分砲弾に与えられるエネルギーは大きい。ただし、現在ではこれよりも長いラインメタルの120mm55口径砲が一部戦車に採用されている。
主砲弾は、OFL120F1と呼ばれるタングステン弾芯のAPFSDS、OECC120F1と呼ばれる多目的対戦車榴弾、OE120F1と呼ばれる榴弾など。砲塔後部の仕切られた区画にベルト式の自動装填装置を持ち、砲手が装填スイッチを押すと指定された砲弾を装置が選別し、主砲に装填する。装置への給弾は砲塔後部の給弾用扉を開けて行う。給弾時に装置のどの部分にどの砲弾を給弾したかは端末で入力、制御用のコンピュータに記録し、装填時の砲弾選別に利用される。主砲弾は自動装填装置内のベルト式弾倉に即用弾22発、操縦手席右側にあるドラム式弾薬架に予備弾18発が納められており、計40発を搭載している。主砲同軸12.7mm重機関銃の弾薬は計950発を搭載する。
レーザー測距儀や暗視装置を使って正確な射撃ができるようになっており、砲が安定化されているため行進間射撃時の命中精度も高い。車長は通常、車長用視察装置を使った索敵と次目標の指定などを行うが、砲手に優先して直接射撃操作を行うことも可能。そのため、視察装置を動かすコントローラーは砲手と共通のデザインで、直接射撃する時の砲操作の方法も共通である。時速40kmで動きながらの距離3,000mの動目標に対しての行進間射撃において初弾命中率95%の精度であった。また、一分以内に6目標を同時に追尾し攻撃することが可能である。そのため、M1A1 エイブラムスを越える攻撃能力を持つと言われ、世界最高水準の性能を実現している。

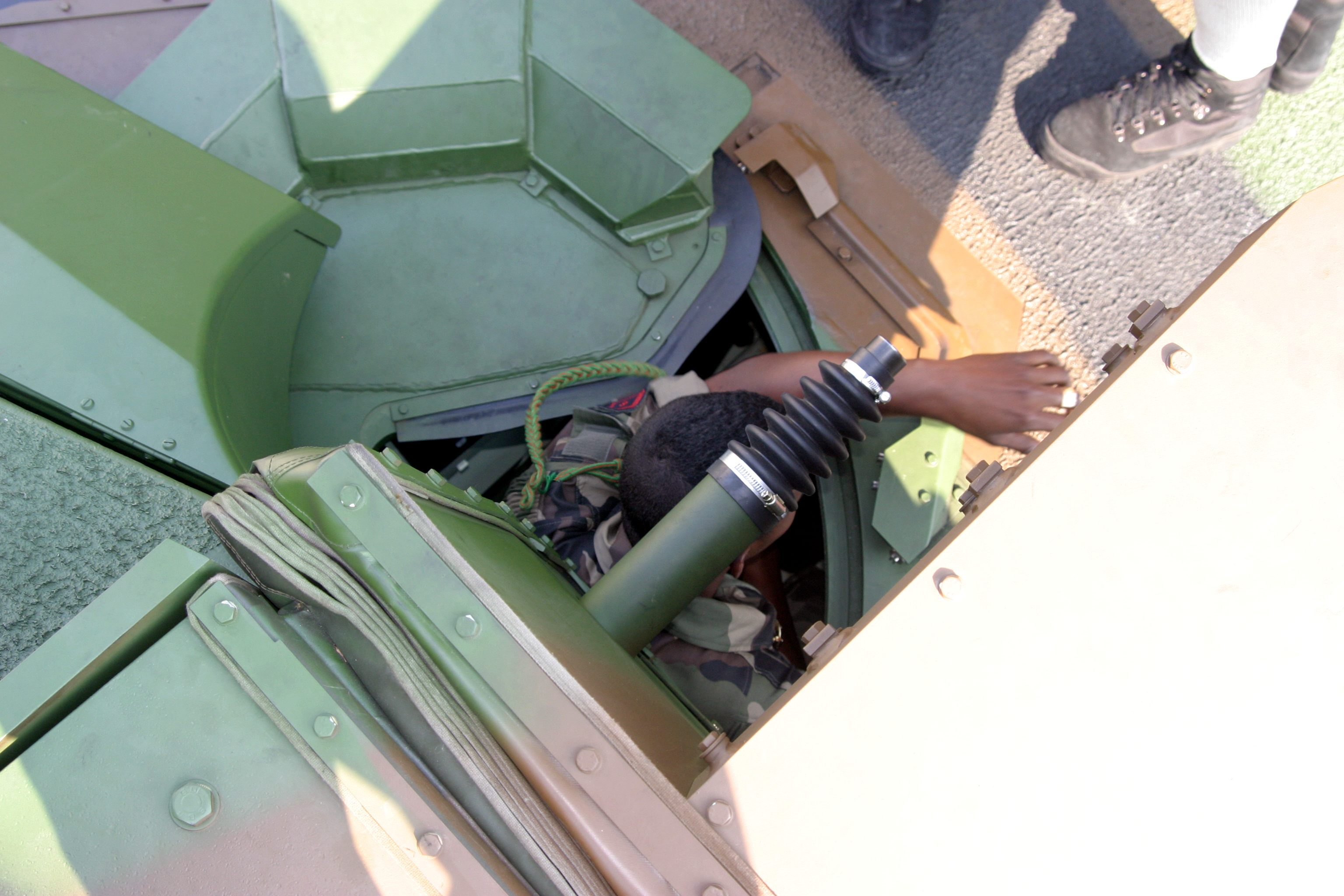
12.7mm同軸機銃
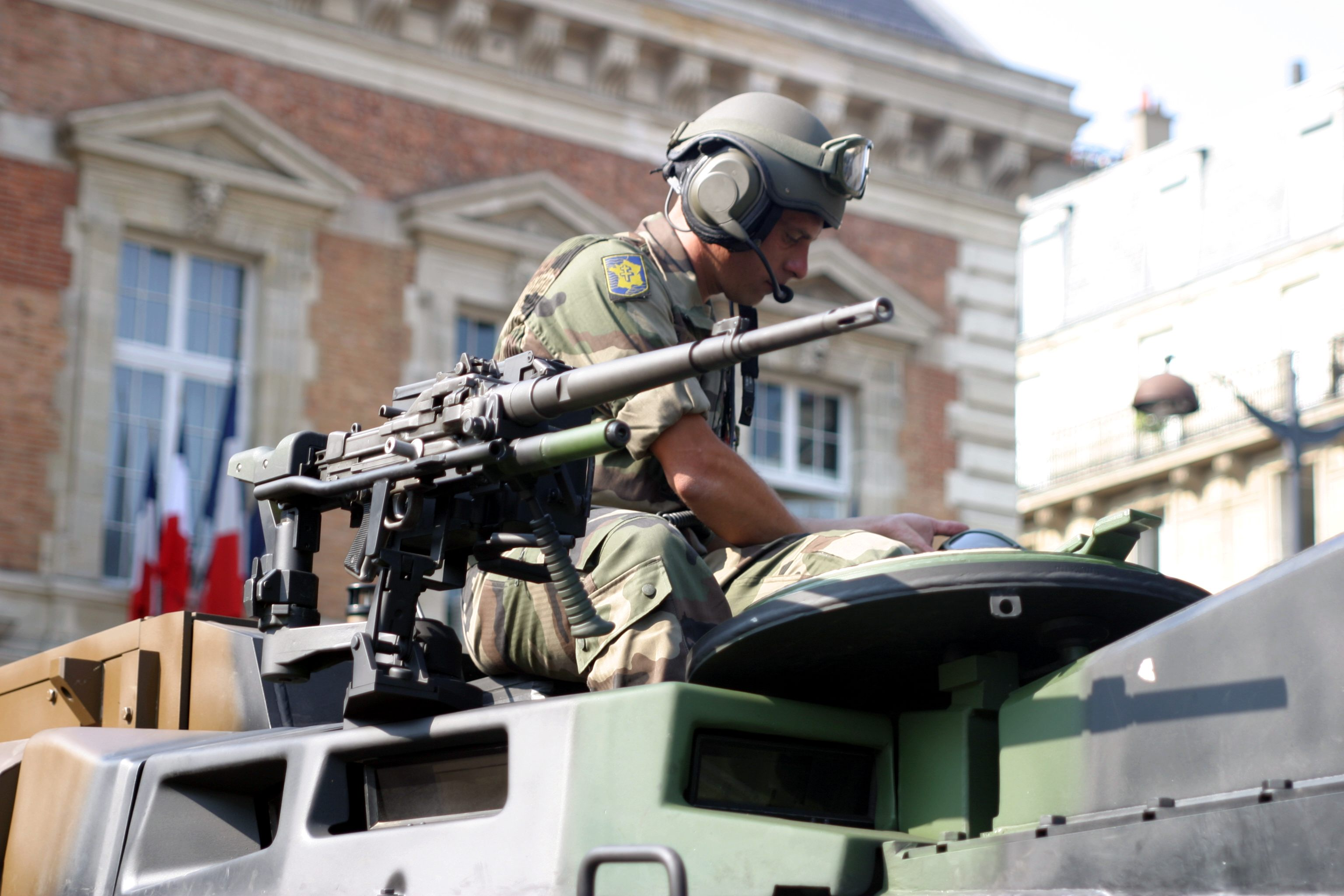
ANF1 7.62mm対空機銃

### モジュラー装甲

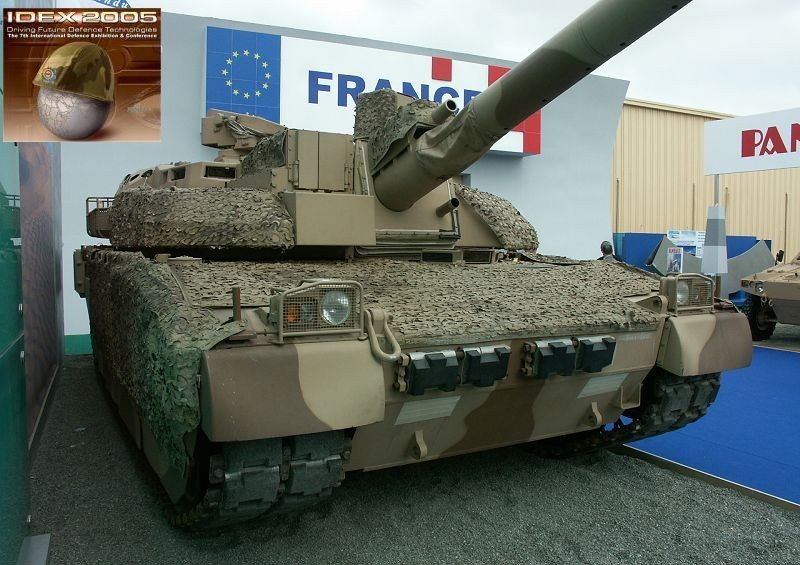
熱帯地方向け仕様（Tropicalised）

ルクレールの車体前面および砲塔前面には、モジュール化した複合装甲が使われている。車体および砲塔自体は防弾鋼板を組み合わせて作り、外壁と内壁の間の空間に複合装甲を納める、陸上自衛隊の90式戦車などとほぼ同様の内装式であり、砲塔周囲に取り付けられた用具収納箱を取り外すと砲塔が垂直面で構成されている事が分かる。砲手用照準器の直下にある装甲だけは、ボルトによって外側から装着されている方式となっている。複合装甲はセラミックスを使ったもので、重量に対する防御の効率が良い。
装甲をモジュール化する目的は、装甲機能と骨格となる構造が別になることで、新型装甲の開発時に容易に交換できること、また、被弾し装甲にダメージを受けた時に容易に交換できることなどが挙げられる。第10ロット生産型（T10）以降からは砲手用照準器直下の装甲の形状が変わっており、何らかの防御力向上が行われたと見られている。
日本では一時期、ルクレールのモジュール装甲は砲塔外部に金具で取り付けられた箱型の物体であり、メルカバのような外装式であるという認識が広まっていた。しかし、フランスやUAEのルクレールに見られる箱は、砲塔外部に取り付けられた用具収納箱であり、成型炸薬弾に対して中空装甲のような働きをする可能性はあるが、主な装甲とは見なされていない。UAEで使用しているトロピック・ルクレールでは、砲塔側面後部の箱がカゴ状になっており、外装の用具箱が装甲になることは期待されていない。
ただし、製造元のGIAT社では、用具収納箱の部分を補助装甲に変更するプランもあるとされる。

### 車載電子機器

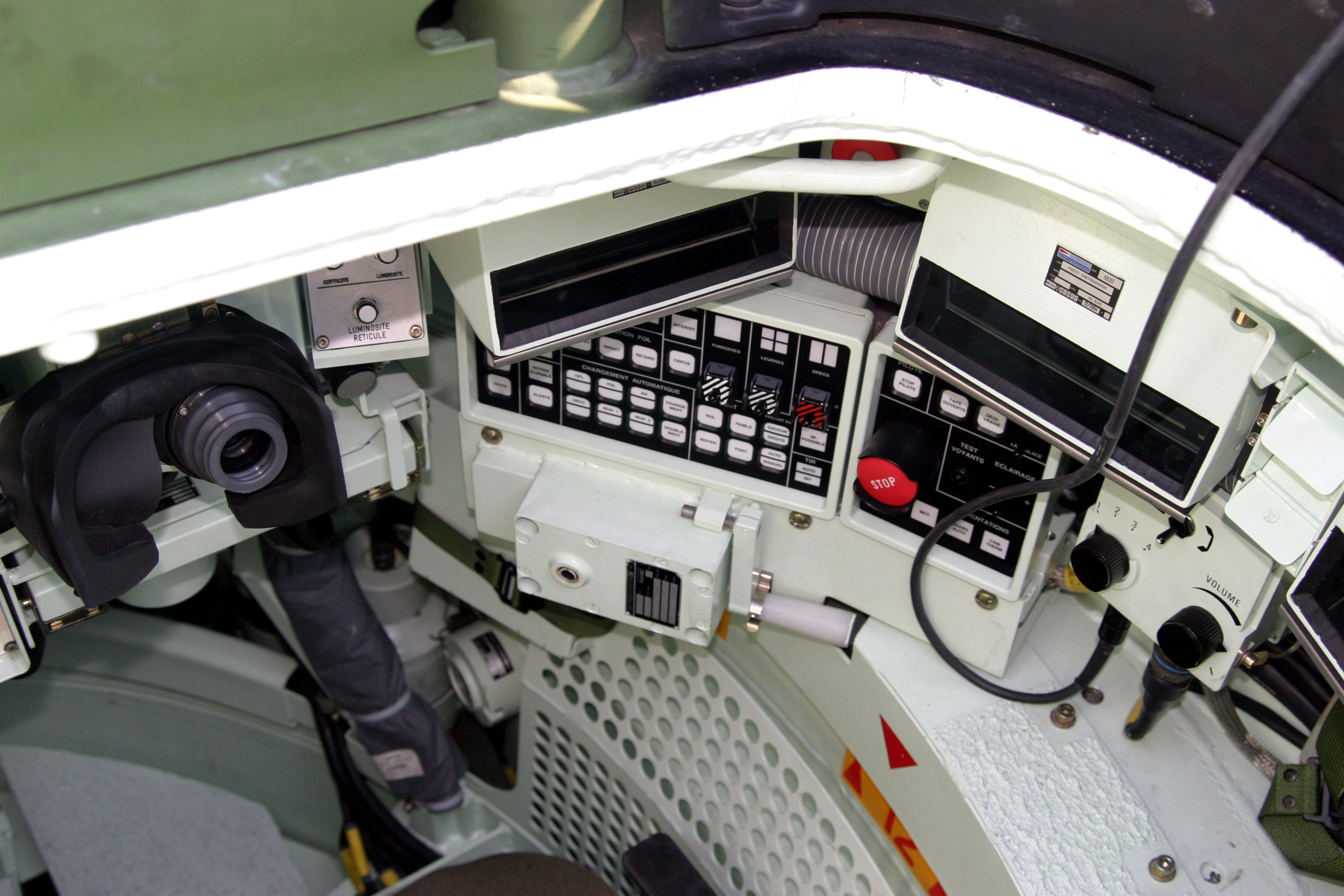
砲手席の電子機器

ルクレールは、高度なデータリンクシステムを装備しており、改修により電子機器が強化されたアメリカのM1A2 エイブラムスと同等の能力を登場時から有している。この事から、ルクレールは第3世代から更に進んだ第3.5世代MBTに分類されることがある。データリンクの充実やGPSの導入により、同士討ちの危険や、移動時に道に迷うといった運用上の無駄を低減させている。
戦車などに搭載される電子機器およびその技術はベトロニクス（車輌電子工学）と呼ばれ、開発段階からこの能力を持つルクレールの長所とされる。

### 動力

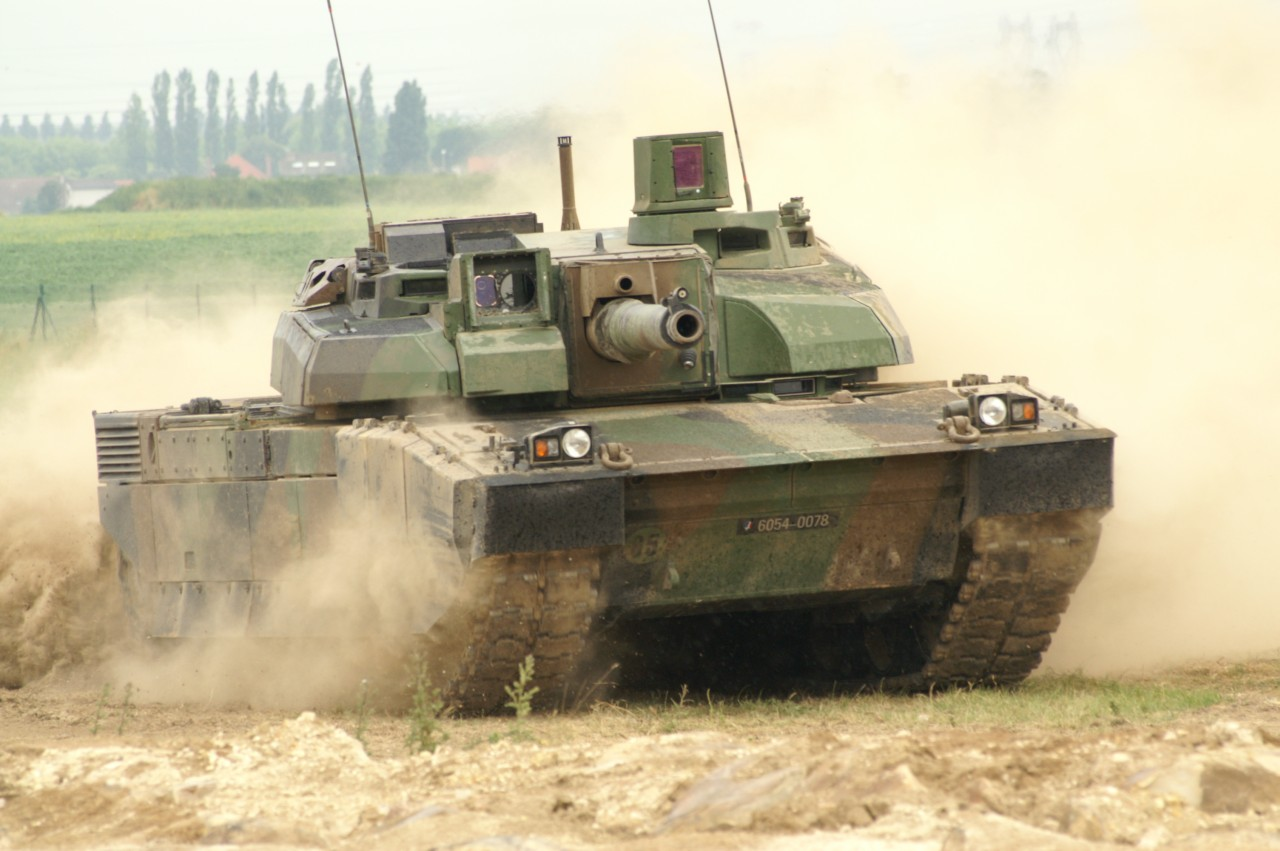
機動デモを行うルクレール

ルクレールは、極めて独創的な動力システムを採用している。エンジンはディーゼルとガスタービンの複合機関であるUNI Diesel社製のV8Xを搭載している。この複合機関は"hyperbar"システムと名付けられており、8気筒ディーゼルエンジンとチュルボメカTM 307Bガスタービンを複合させ、最高7.5バールもの加給圧（平均有効圧縮比32）によって小型で高い出力を得ている。高い出力と軽量により、0-32km/hまでの加速時間は6秒以下、最高速度は不整地でも55km/h、路上で72km/hの高い性能があるとされる。また、ガスタービンは補助動力装置（APU）として独立して作動させることができ、9kWの電力を発生させる。近年の戦闘車両は、電子機器の充実により消費電力が増大する傾向にあり、待機時にAPUのみを作動させることは燃料節約のために有効である。湾岸戦争当初M1エイブラムスにはAPUが装備されていなかったため、待機時にも燃費の悪い高出力ガスタービンの運転を強いられ、のちに急遽車体最後部にAPUが追加された。パワーユニットが非常に小型となっているため、ルクレールは車体を小さくまとめることができ、軽量化にも役立った。
一方、コンパクト・高出力な動力であるが複合機関であるV8Xは複雑なシステムであり、前線での修繕は困難と伝えられている。修理の際はパワーユニットごと交換（エンジン・ミッション・冷却システム一体のユニット交換で30分程度）するか、或いは設備の整った施設へ後退する必要があり、開発国のフランスなど兵站が充実した先進国以外での運用は極めて困難である。このため、UAEへの輸出仕様（トロピック・ルクレール）に際しては動力を通常のディーゼルエンジンを使用したユーロパワーパックに換装し、これを収めるために車体後部が延長された。

### 懸架装置

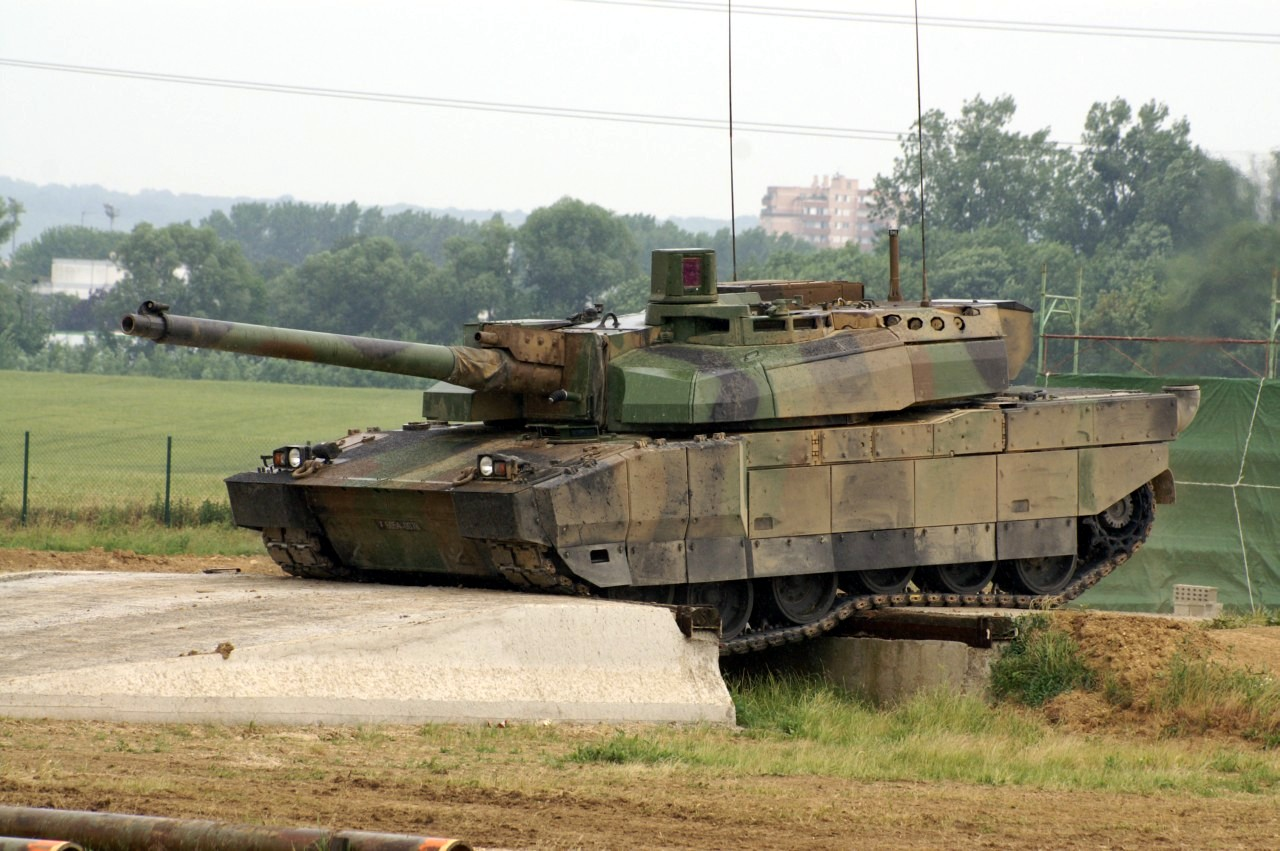
超壕デモを行うルクレール

ルクレールの懸架装置は、ハイドロニューマチックを採用している。同懸架装置はシトロエン社製自動車の技術が元になっているが、ルクレールの場合シトロエン社製自動車がハイドロポンプを用いて車高調整や姿勢制御を行うのと異なり、懸架装置は単純にばねとダンパーの役割だけ担っており、日本の74式戦車や90式戦車のように能動的に姿勢を変えることはできない。
車輪がついたスウィングアームに力が加わると、スウィングアームとつながったピストンが水平方向に動く。これがガスの詰まったスフィアの中へ油を押し込もうとし、また、その時にガスの圧力が高まって反発力が高まったり、油がスフィアを出入りすることによって緩衝と減衰の作用がある。月刊グランドパワー2005年8月号に掲載されたルクレールの特集記事では、懸架部分のカットモデルと車両装着状態の写真が紹介された。
各部をモジュール化することで整備性を向上させるルクレールの思想は、懸架装置にも表れており、スフィア、ピストン、スウィングアームは一体で取り外すことができ、損壊した場合の交換も容易になっている。

### 車両防護
ルクレールに搭載されているGalix戦闘車両防護システム（Galix combat vehicle protection system）は、1種類の発射装置から様々な種類の弾体を発射し、車両を防御するものである。砲塔上面後部の左右に少しずつ角度を変えて埋め込まれている発射装置には、左右9発ずつ計18発の80mmの弾体を装填できる。使用できる弾種は、赤外線遮断効果のある空中破裂型発煙弾、空中炸裂して歩兵を攻撃する近接防御用の擲弾、赤外線誘導ミサイルを欺瞞するための赤外線フレア（囮弾）がある。

## 比較
|          | ルクレール                        | チャレンジャー2                   | メルカバ Mk 4                                       | 99A式                              |
| -------- | --------------------------------- | --------------------------------- | --------------------------------------------------- | ---------------------------------- |
| 画像     |                                   |                                   |                                                     |                                    |
| 開発形態 | 新規                              | 改修                              | 改修                                                | 改修                               |
| 全長     | 9.87 m                            | 11.55 m                           | 9.04 m                                              | 11 m（推定）                       |
| 全幅     | 3.71 m                            | 3.53 m                            | 3.72 m                                              | 3.70 m（推定）                     |
| 全高     | 2.92 m                            | 3.04 m                            | 2.66 m                                              | 2.35 m（推定）                     |
| 重量     | 約56.5 t                          | 約62.5 t                          | 約65 t                                              | 約55 t（推定）                     |
| 主砲     | 52口径120mm滑腔砲                 | 55口径120mmライフル砲             | 44口径120mm滑腔砲                                   | 50口径125mm滑腔砲                  |
| 副武装   | 12.7mm重機関銃×1 7.62mm機関銃×1   | 7.62mm機関銃×1 7.62mm機関銃×1     | 12.7mm重機関銃×1 7.62mm機銃×2 60mm迫撃砲×1          | 12.7mm重機関銃×1 7.62mm機関銃×1    |
| 装甲     | 複合                              | 複合+爆発反応+増加                | 複合+増加 （外装式モジュール）                      | 複合+爆発反応 （外装式モジュール） |
| エンジン | V型8気筒ディーゼル + ガスタービン | 水冷4サイクル V型12気筒ディーゼル | 液冷4サイクルV型12気筒 ターボチャージド・ディーゼル | 水冷4サイクル V型12気筒ディーゼル  |
| 最大出力 | 1,500 hp/2,500 rpm                | 1,200 hp/2,300 rpm                | 1,500 hp                                            | 1,500 hp/2,450 rpm                 |
| 最高速度 | 72 km/h                           | 59 km/h                           | 64 km/h                                             | 80 km/h                            |
| 乗員数   | 3名                               | 4名                               | 4名                                                 | 3名                                |
| 装填方式 | 自動                              | 手動                              | 手動                                                | 自動                               |
| C4I      | SIT                               | BGBMS                             | BMS                                                 | 搭載（名称不明）                   |

|          | 10式                             | K2                                                  | T-90                                                | M1A2 SEPV2                            | レオパルト2A7                                       |
| -------- | -------------------------------- | --------------------------------------------------- | --------------------------------------------------- | ------------------------------------- | --------------------------------------------------- |
| 画像     |                                  |                                                     |                                                     |                                       |                                                     |
| 開発形態 | 新規                             | 新規                                                | 新規                                                | 改修                                  | 改修                                                |
| 全長     | 9.42 m                           | 10.8 m                                              | 9.53 m                                              | 9.83 m                                | 10.93 m                                             |
| 全幅     | 3.24 m                           | 3.60 m                                              | 3.78 m                                              | 3.66 m                                | 3.74 m                                              |
| 全高     | 2.30 m                           | 2.40 m                                              | 2.23 m                                              | 2.37 m                                | 3.03 m                                              |
| 重量     | 約44 t                           | 約55 t                                              | 約46.5 t                                            | 約63.28 t                             | 約67 t                                              |
| 主砲     | 44口径120mm滑腔砲                | 55口径120mm滑腔砲                                   | 55口径125mm滑腔砲                                   | 44口径120mm滑腔砲                     | 55口径120mm滑腔砲                                   |
| 副武装   | 12.7mm重機関銃×1 7.62mm機関銃×1  | 12.7mm重機関銃×1 7.62mm機銃×1                       | 12.7mm重機関銃×1 7.62mm機関銃×1                     | 12.7mm重機関銃×1 7.62mm機関銃×1 RWS×1 | 7.62mm機関銃×2                                      |
| 装甲     | 複合+増加 （外装式モジュール）   | 複合+爆発反応 （モジュール式）                      | 複合+爆発反応+ケージ （外装式モジュール）           | 複合+増加                             | 複合+増加                                           |
| エンジン | 水冷4サイクル V型8気筒ディーゼル | 液冷4サイクルV型12気筒 ターボチャージド・ディーゼル | 液冷4サイクルV型12気筒 ターボチャージド・ディーゼル | ガスタービン                          | 液冷4サイクルV型12気筒 ターボチャージド・ディーゼル |
| 最大出力 | 1,200 ps/2,300 rpm               | 1,500 hp/2,700 rpm                                  | 1,130 hp/2,000 rpm                                  | 1,500 hp/3,000 rpm                    | 1,500 ps/2,600 rpm                                  |
| 最高速度 | 70 km/h                          | 70 km/h                                             | 65 km/h                                             | 67.6 km/h                             | 68 km/h                                             |
| 乗員数   | 3名                              | 3名                                                 | 3名                                                 | 4名                                   | 4名                                                 |
| 装填方式 | 自動                             | 自動                                                | 自動                                                | 手動                                  | 手動                                                |
| C4I      | ReCS・10NW                       | B2CS                                                | カリーナ                                            | FBCB2                                 | IFIS                                                |

## フランス陸軍の運用部隊
フランス陸軍では、AMX-10RCやERC 90などに代表される重武装の戦闘偵察車を多数配備運用していることもあり、ルクレールは重武装の機甲旅団あるいは機械化歩兵旅団に1個連隊ずつ配備されている。
- 第1機械化歩兵旅団 - 第501＝第503戦車連隊
- 第2機甲旅団 - 第6＝第12胸甲騎兵連隊
- 第3機械化歩兵旅団 - 第1＝第11胸甲騎兵連隊
- 第7機甲旅団 - 第1猟兵連隊
- 第1アフリカ猟兵連隊（新兵訓練・戦術研究・車両評価部隊）

## 実戦
フランス軍の車両はKFORへの参加で初めて実戦に投入された。
UAEの車両はイエメン内戦に投入されており、数両が対戦車地雷やRPGの被害を受けたものの全損した車両はなかった。

## 派生型
- ルクレールAZUR

GIAT社は、2006年6月にルクレール AZUR（Leclerc AZUR）と呼ばれる、都市部での運用を考慮した仕様の車両を公開した。この"Azur"は、"action en zone urbaine"すなわち「都市的地域における（軍事）行動」の略であるが、Azur（アジュール）はフランス語で「紺碧」という意味も持つ。
車体側面前半部には複合素材で作られた増加装甲が付加され、車体側面後半部と車体後部には対HEAT用のスラット装甲のような柵状の装甲が付加されており、車体後部には更に箱状の物体が固定されている。また、砲塔後部にも柵状の装甲が付加され、それにはゲリラ勢力などからの火炎瓶による攻撃からエンジンを保護するための板状の薄い装甲が固定されている。砲塔上面にも一部に薄い装甲が付加されている。前照灯および方向指示器部は格子状のカバーで保護している。砲塔上面の機関銃は遠隔操作式の物と見られている。
フランス陸軍は、2006年末からルクレール AZURの評価を開始するという。
- ルクレールXLR

スコーピオン戦闘情報システム、追加装甲、IEDジャマ―などを装備した改修モデル。2023年11月23日に1号車がフランス陸軍に納入された。2025年1月時点でフランス陸軍が200両を発注しており、うち21両を受領している。2035年末までに全台を納入予定。
- EMBT

ルクレールの砲塔をレオパルト2A7の車体に載せ替えたタイプ。
- DNG/DCL戦車回収車
- EPG装甲工兵車

## 採用国

### 現在採用している国
- フランス - 2023年時点で、フランス陸軍が215両のルクレール戦車、17両のDNG/DCL戦車回収車を保有している[4]。
- アラブ首長国連邦
- ヨルダン[5]

### 潜在的な採用可能性のある国
- カタール

カタール陸軍でテストが行われ、フランスは約40輌の中古ルクレールが売れることを期待している。

### 検討中の国
- コロンビア

フランスは、改修した30-40輌の中古ルクレールの販売をコロンビアに提案した

## 登場作品

### ゲーム
『War Thunder』　
フランスの陸軍ツリーにおいてS1、S2、SXXI、AZURが実装されている。
使用可能弾はHEATFSの「OCC120G1」、APFSDSの「OFL120G1」及び「OFL120F1」である。貫通力などは開発元であるGaijin社が独自の計算式を用いている為ほぼ正確ではあるが実際の貫通力とは誤差があると思われる。
余談ではあるが、このゲームのフォーラムにおいて現役のルクレール戦車長を名乗る人物が本物の機密書類を公開し、一時騒ぎとなった過去がある。（現在は削除済み）
『Project Reality（BF2）』
フランス軍の主力戦車（MBT）として登場する。
装備はATHOS暗視装置、GALIX スモークランチャー（Diehl 81mm IR弾）、CN120-26 52口径 120mm滑腔砲（OFL120F1-A APFSDS弾・OECC120F1 HEIT弾）、M2 12.7mm同軸機銃、ANF1 7.62mm重機関銃。